# Bronopol
Le bronopol (2-bromo-2-nitropropane-1,3-diol) est un alcool synthétique utilisé comme un antimicrobien. Il s'agit d'un solide blanc bien que les échantillons commerciaux apparaissent jaunes. Le bronopol a été inventé par The Boots Company PLC (en) au début des années 1960. En raison de sa faible toxicité pour les mammifères et une forte activité contre les bactéries, le bronopol est devenu populaire comme conservateur dans de nombreux produits de consommation tels que les shampooings et produits cosmétiques. Il a ensuite été adopté comme agent antimicrobien dans d'autres environnements industriels comme les usines de papier, l'exploration pétrolière et les installations de production, ainsi que de refroidissement des usines de désinfection de l'eau. Il est utilisé à des concentrations de 0,0025 % (25 parties par million).

## Production
Le bronopol est produit par la bromation du di (hydroxyméthyl) nitrométhane, qui est dérivé du nitrométhane. Cet alcool est entièrement synthétique et est particulièrement corrosif, notamment à cause du brome.

## Applications
Le bronopol est utilisé dans les produits de consommation comme un agent de conservation efficace, ainsi que dans une grande variété d'applications industrielles.